# Pour fêter le bébé !
Pour fêter le bébé ! est un tableau du peintre français Henri Rousseau réalisé en 1903. Cette huile sur toile est le portrait naïf d'un enfant blond tenant dans sa main gauche un pantin multicolore tandis que de la droite il maintient sa blouse blanche relevée pour y conserver un bouquet de fleurs, sans doute cueillies dans l'espace arboré où il se tient debout. Cette peinture est aujourd'hui conservée au musée des Beaux-Arts, à Winterthour, en Suisse.